# Christian Werner (cyclisme)
Christian Werner (né le 28 juin 1979) est un coureur cycliste allemand. Professionnel de 2001 à 2005, il est membre des équipes Nürnberger puis Telekom et T-Mobile. Durant cette période, il fait partie de l'équipe d'Allemagne au championnat du monde sur route à trois reprises.
Non-conservé en fin d'année 2005, il met fin à sa carrière. Dans le cadre de l'affaire de dopage concernant l'équipe T-Mobile, il avoue avoir reçu de l'hormone de croissance et de la cortisone. 

## Palmarès
- 1997
  - Course de la Paix juniors
- 2001
  - 3e du Tour de Hesse
- 2002
  - 3e du Tour de Rhénanie-Palatinat
  - 3e du Tour de Cologne